# Embedded Linux

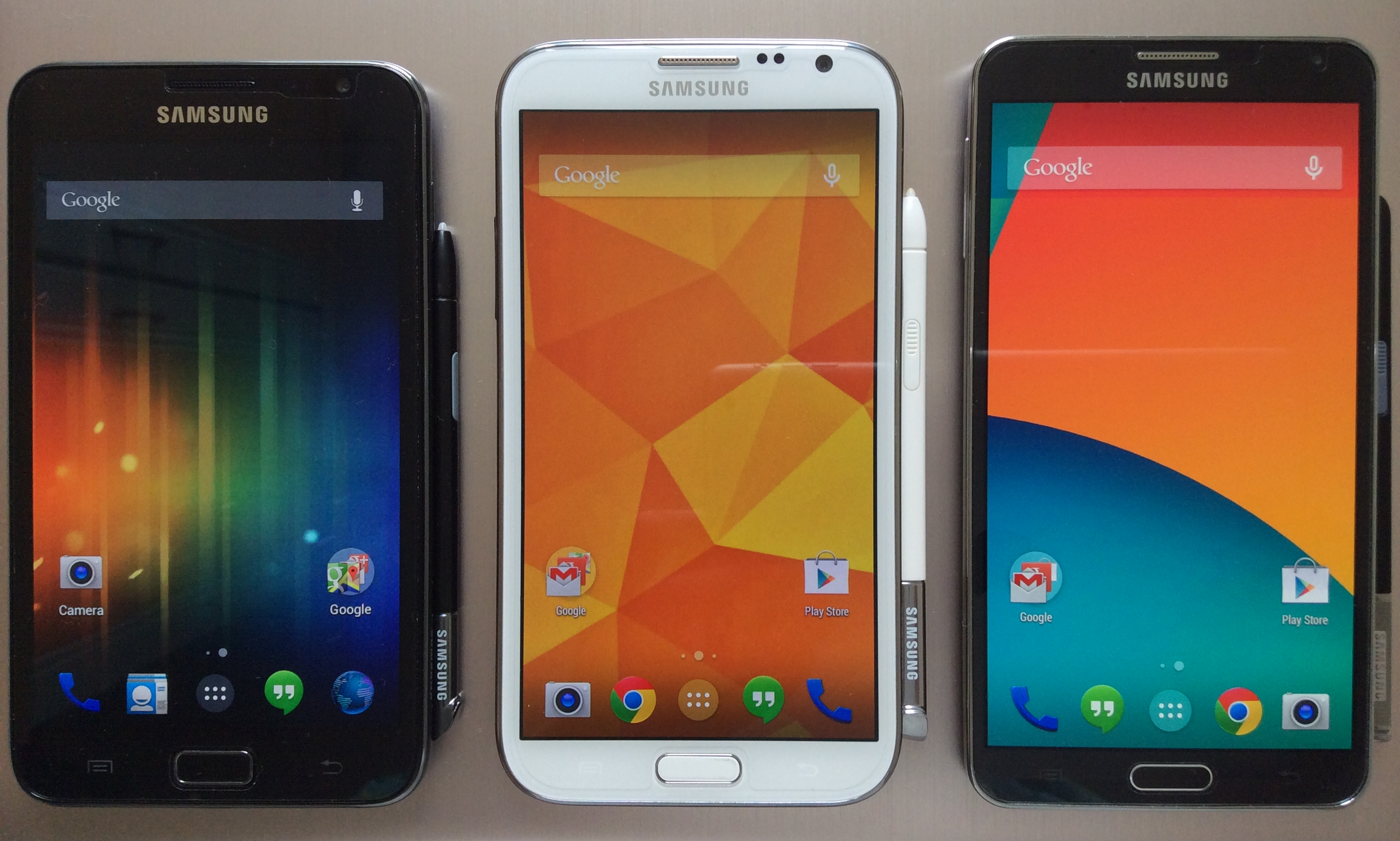
Samsung Galaxy Note, Android

In informatica con il termine Embedded Linux ci si riferisce a quell'insieme di distribuzioni Linux concepite per essere utilizzate su sistemi embedded, cioè integrati.
Le caratteristiche principali di tali sistemi impongono dei vincoli molto severi al sistema operativo in termini di memoria flash occupata, memoria centrale necessaria, tempi di avvio brevi.
GNU/Linux è un sistema operativo "general purpose", realizzato per essere impiegato principalmente su sistemi desktop e server con criteri che lo rendessero adattabile a diversi contesti e portabile verso il maggior numero di architetture possibili.
L'elevata portabilità, unita alla licenza GPL hanno fatto crescere l'interesse intorno a questo sistema operativo anche nell'ambito del mercato dei sistemi embedded.

## Descrizione

### Caratteristiche non embedded
Sicuramente il fatto che GNU/Linux dipenda da un file system comporta una limitazione dal punto di vista embedded e determina l'impossibilità di raggiungere dimensioni inferiori a circa un megabyte. Ma c'è da dire che i sistemi embedded moderni hanno in genere maggiori quantità di memoria di massa. Un altro aspetto inusuale per un sistema embedded è la presenza di strumenti di interazione con l'utente ad alto livello. Generalmente un utente non ha la necessità di interagire con il sistema, se non per accenderlo.
Ad ogni modo è possibile, come già detto, riuscire ad ottenere un sistema GNU/Linux completamente funzionante di dimensioni pari a circa un megabyte, filesystem incluso, eliminando tutte le parti superflue e non strettamente necessarie e avvalendosi di strumenti sviluppati proprio con l'obiettivo di soddisfare i requisiti tipici dei sistemi embedded che vadano a rimpiazzare i più esigenti strumenti standard. La seguente lista comprende distribuzioni, commerciali e non, orientate ai sistemi embedded:

### Distribuzioni libere
Distribuzioni utilizzabili come software libero:
1. Embedded Debian Project [progetto non più continuato dal 2014]
2. Amakha
3. AMSEL
4. Ångström distribution
5. Embedded Gentoo
6. ETLinux
7. FREESCO
8. KaeilOS.
9. Linux Router Project
10. Linux-VR Project
11. Linux On A Floppy (LOAF)
12. OpenWrt
13. Qplus
14. Midori Linux
15. μClinux
16. PeeWeeLinux
17. Zeroshell
18. PostmarketOS

### Distribuzioni proprietarie
Distribuzioni proprietarie o non completamente libere:
1. AMIRIX: Embedded Linux
2. Google: Android
3. Coollogic: Coollinux
4. Coventive: XLinux
5. Esfia: RedBlue Linux
6. Evidence:  Evelin.
7. G2L:  G2Linx (archiviato dall'url originale l'11 gennaio 2012).
8. KYZO: PizzaBox Linux
9. Lineo: Embedix
10. LynuxWorks: BlueCat
11. Mizi: Linu@
12. MontaVista: Hard Hat Linux
13. Neoware: NeoLinux
14. PalmPalm: Tynux
15. Red Hat: Embedded Linux
16. REDSonic: RedIce-Linux
17. RidgeRun: DSPLinux
18. SysGo: ELinOS Embedded Linux
19. TimeSys: Linux GPL
20. Tuxia: TASTE
21. Vitals System: vLinux
22. Wind River: Wind River Linux